# Bernard Rice
Bernard Rice (* 11. Februar 1874 in Birmingham; † nach 1917) war ein britischer Glasmaler, der vorwiegend in Österreich tätig war.

## Leben
Bernard Rice wurde an der Kunstgewerbeschule München zum Glasmaler und Entwurfszeichner ausgebildet. Ab 1897 arbeitete er als Zeichner an der Tiroler Glasmalerei und Mosaik Anstalt in Innsbruck und wurde bald deren künstlerischer Leiter. Er war ein Kenner der englischen Glasmalerei im Jugendstil und im Stil der Präraffaeliten und brachte deren künstlerischen Einfluss sowie manche technischen Neuerungen ein. 1903 unternahm er mit dem Direktor Robert Mader eine Studienreise nach Italien, um die Mosaiken von Ravenna und Venedig zu studieren. 1904 fuhr er nach England, um sich mit den Werken von Edward Coley Burne-Jones und Walter Crane zu beschäftigen.
Rice schuf die Entwürfe für zahlreiche Glasgemälde und Mosaiken, unter anderem für die Pfarrkirche Hötting und die evangelische Christuskirche in Innsbruck. Im Archiv der Glasmalereianstalt haben sich rund 260 seiner Entwürfe erhalten.
Als ihm 1917 die österreichische Staatsbürgerschaft verweigert wurde, kehrte er nach England zurück. Sein Nachfolger als künstlerischer Leiter der Glasmalereianstalt wurde nach Kriegsende Gottlieb Schuller.

## Werke
- Mosaikentwürfe für die Elisabethkapelle der Kaiser-Franz-Josef-Jubiläumskirche, Wien, 1898 (nicht ausgeführt)[2]
- Mosaik an der Fassade des Canisianums, Innsbruck, 1908[1]
- Glasfenster, Pfarrkirche Pradl, 1909–1911 (nicht erhalten)[3]
- zwei Zyklen von Glasfenstern, Christuskirche, Innsbruck, 1913[4]
- Glasfenster, Pfarrkirche Hötting